# Morgan Obenreder

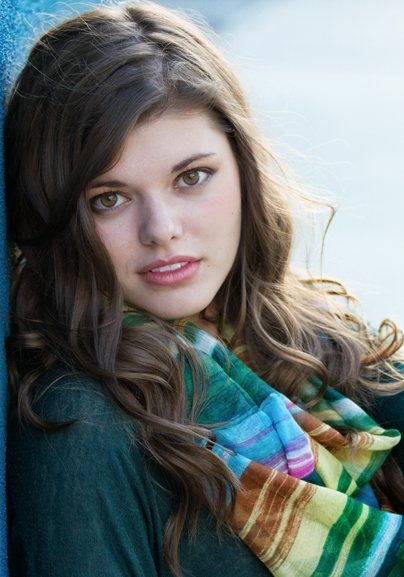
Morgan Obenreder (2013)

Morgan Emily Obenreder (* 9. April 1995 in Yardley, Pennsylvania) ist eine US-amerikanische Schauspielerin.

## Leben
Obenreder ist die Tochter von Paul und Mary Obenreder. Sie hat außerdem eine Schwester. Nachdem sie mit ihrer Familie nach DuBois umzog, begann sie im Alter von sieben Jahren im örtlichen Reitz-Theater zu spielen. Während ihrer Zeit an der DuBois Area High School trat sie in verschiedenen Schulstücken auf. Sie wurde ermutigt, ein Schauspielcamp zu besuchen. Dort wurde sie von einer Agentur entdeckt, die ihr dazu riet, an die Westküste zu ziehen, um ihre Chancen auf eine Karriere als Filmschauspielerin zu erhöhen. Deswegen zog sie nach ihrer High-School-Zeit zu ihrem Onkel in Kalifornien.
Obenreder begann 2012 in Kurzfilmen erste Charakterrollen zu übernehmen. Es folgten Episodenrollen in US-amerikanischen Fernsehserien wie Bones – Die Knochenjägerin, See Dad Run oder 2016 in Navy CIS. 2015 hatte sie eine Besetzung in dem Mockbuster Bound – Gefangen im Netz der Begierde. 2016 folgte die Rolle der Natalee Vrendenburgh in insgesamt vier Episoden der Fernsehserie Mr. Student Body President. 2017 war sie in insgesamt 16 Episoden in der Rolle der Crystal Porter in der Fernsehserie Schatten der Leidenschaft zu sehen. Sie übernahm außerdem Hauptrollen in den Spielfilmen Nanny Killer und Taking Your Daughter. 2019 war sie das Werbegesicht der Erdnussbutter-Marke Jif.

## Filmografie
- 2012: All Up to You (Kurzfilm)
- 2012: Haven's Point (Kurzfilm)
- 2013: The Ghost Speaks (Fernsehserie, Episode 1x01)
- 2013: Buona Sera News (Fernsehserie)
- 2013: Bones – Die Knochenjägerin (Bones) (Fernsehserie, Episode 9x11)
- 2014: iShorts (Fernsehserie, Episode 1x01)
- 2014: See Dad Run (Fernsehserie, Episode 3x11)
- 2014: Homes of Horror (Fernsehserie, eine Episode)
- 2015: Bound – Gefangen im Netz der Begierde (Bound)
- 2015: Red Kill Zone
- 2015: The Canister (Kurzfilm)
- 2015: Mormon for a Month
- 2016: Navy CIS (NCIS) (Fernsehserie, Episode 13x12)
- 2016: Fortune Cookie
- 2016: Mascots
- 2016: Mr. Student Body President (Fernsehserie, 4 Episoden)
- 2016: Double Mommy (Fernsehfilm)
- 2017: Destruction: Los Angeles
- 2017, 2022: Schatten der Leidenschaft (The Young and the Restless) (Fernsehserie, 20 Episoden)
- 2018: Nanny Killer (Fernsehfilm)
- 2020: Taking Your Daughter